# Tryggevælde län
Tryggevælde län var ett danskt län fram till 1662. Det bestod av Bjæverskov, Fakse och Stevns härader.